# Port de Roscoff - Bloscon
Le port de Roscoff - Bloscon est un port de la Région Bretagne situé sur la commune de Roscoff (Finistère). Il est géré par la Chambre de commerce et d'industrie de Morlaix.

## Histoire
Ce port en eau profonde a été créé, entre 1970 et 1972, sur l'initiative des responsables économiques et politiques de la région de Morlaix. 
Sa vocation initiale était orientée vers l'exportation des productions légumières locales par la société BAI S.A.. Par la suite une gare maritime s'y est installée pour Brittany Ferries et Irish Ferries. Depuis, un important trafic de ferries et de cargos s'effectue depuis Roscoff.

## Trafic

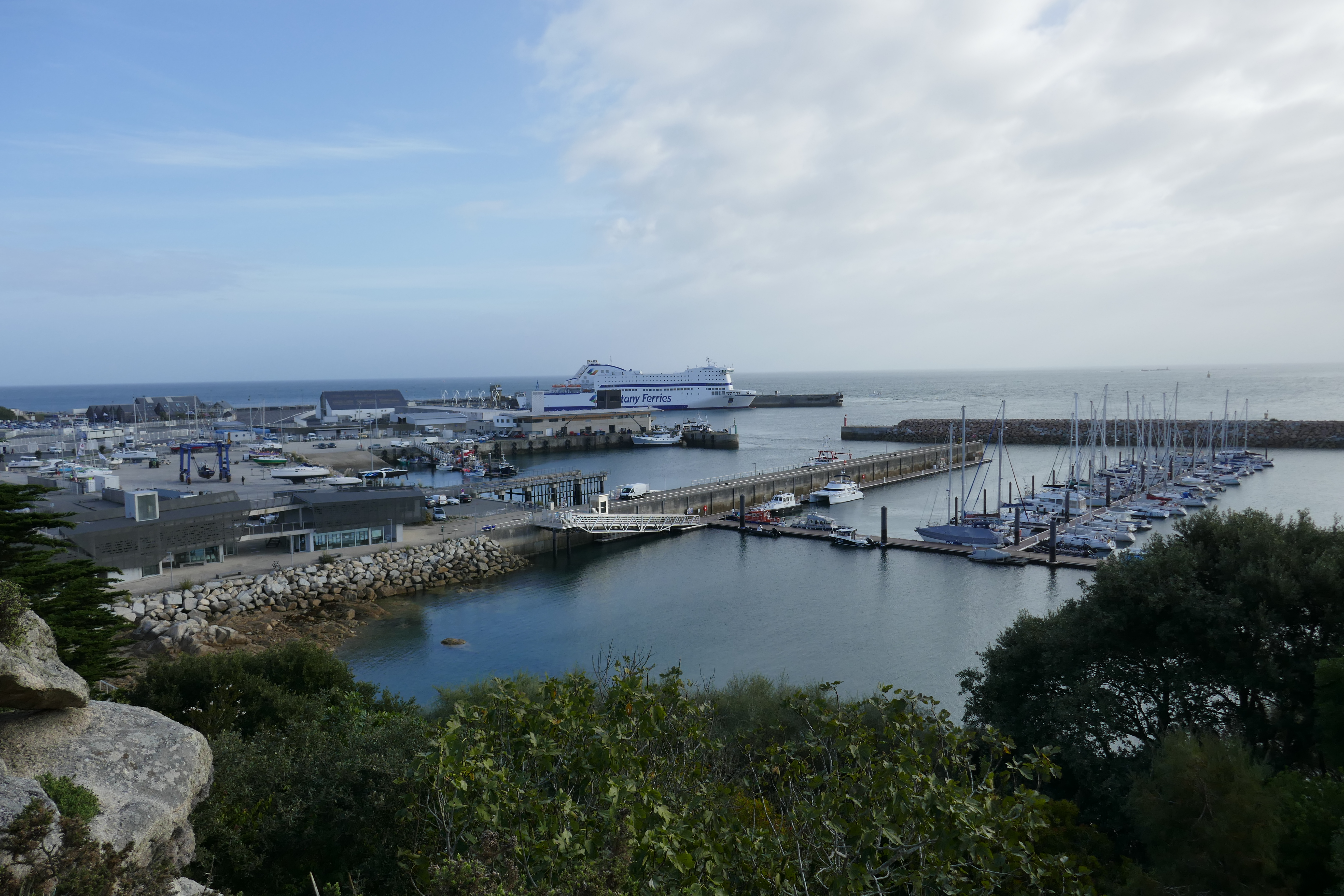
Le port de Roscoff-Bloscon vu depuis le Jardin exotique et botanique de Roscoff.

Le port de Roscoff - Bloscon est ainsi devenu le plus important port français pour le trafic vers l'Irlande. 
La Chambre de commerce et d'industrie de Morlaix y a implanté en 2003 la criée de Roscoff. 
La création d'un bassin destiné à la plaisance a été annoncée lors d'une enquête publique en mai 2009. Validé par arrêté préfectoral en octobre 2009, le chantier démarre l'hiver 2009-2010, les pontons sont ouverts aux bateaux en juin 2012 et le bassin a été officiellement inauguré en juin 2014. Il propose 625 places sur pontons, accessibles 24 h / 24.